# Pedro Cabrera
Pedro Cabrera Rivera (15 gennaio 1990) è un pallavolista portoricano, libero dei Changos de Naranjito.

## Biografia
È il fratello maggiore del pallavolista Arnel Cabrera.

## Carriera

### Club
La carriera di Pedro Cabrera inizia nella stagione 2012-13, quando debutta nella Liga de Voleibol Superior Masculino coi Plataneros de Corozal, franchigia con la quale gioca anche nella stagione successiva. Nel campionato 2014 approda ai Capitanes de Arecibo, vincendo lo scudetto e venendo premiato come rising star del torneo.
Dopo la mancata iscrizione della sua franchigia nella stagione 2016-17, approda ai Cariduros de Fajardo, ritornando ai Capitanes de Arecibo nella stagione seguente. Nella LVSM 2018 difende i colori dei Cafeteros de Yauco, mentre nell'edizione seguente del torneo approda ai Changos de Naranjito. In seguito alla cancellazione del campionato portoricano nel 2020, torna il campo coi Capitanes de Arecibo per disputare la Liga de Voleibol Superior Masculino 2021, mentre dopo aver saltato l'inizio dell'annata seguente, viene ingaggiato nell'ottobre 2022 dai Changos de Naranjito.

### Nazionale
Nel 2014 fa il suo esordio nella nazionale portoricana, vincendo la medaglia d'argento ai XXII Giochi centramericani e caraibici.

## Palmarès

### Club
- Campionato portoricano: 1

2014

### Nazionale (competizioni minori)
- Giochi centramericani e caraibici 2014

### Premi individuali
- 2014 - Liga de Voleibol Superior Masculino: Rising star